# Naha

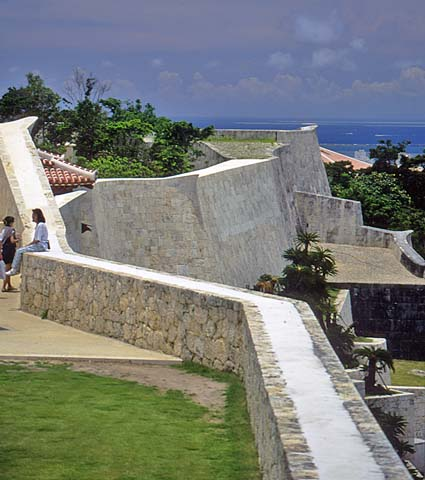
Murs del castell de Shuri, a Naha

Naha (那霸 市) és la ciutat capital de la prefectura d'Okinawa, al Japó. La ciutat actual va ser fundada el 20 de maig de 1921; no obstant això, va ser antigament un dels llocs més poblats de les illes Ryukyu i la capital del regne de Ryukyu des de principis del segle xv fins a la seva abolició el 1879 (per a alguns 1872).
Naha és una ciutat costanera situada a la part sud de l'illa d'Okinawa, la major de les illes Ryukyu. La seva costa es troba sobre el mar de la Xina Oriental.
Naha és el centre polític, econòmic i educatiu de la prefectura d'Okinawa. Durant el període feudal va ser també el centre religiós de la dinastia Ryukyu.

## Transport

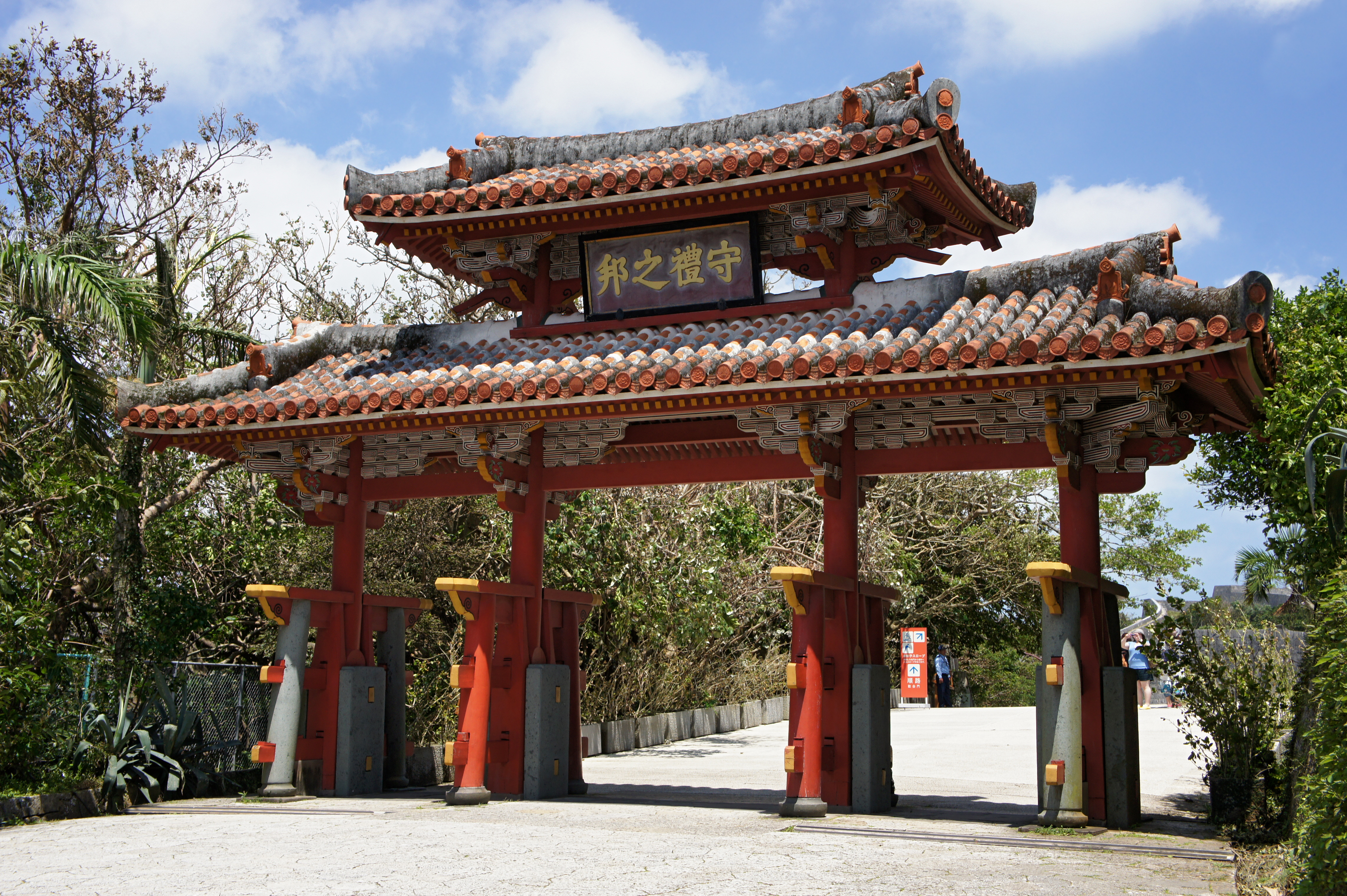
Shureimon, a Naha

L'Aeroport de Naha i el port donen servei a la ciutat. L'aeroport de Naha és el hub de la prefectura d'Okinawa.
El monorail d'Okinawa, també conegut com a Yui Rail (ゆいレール), enllaça l'aeroport amb el centre de Naha, Kokusai-dōri, Shintoshin, i amb la terminal de l'estació de Shuri, prop del castell de Shuri.

## Arts marcials
Naha-te ("mà Naha"), és un tipus d'art marcial desenvolupada a Naha. Al costat dels estils d'arts marcials de Tomari-te i Shuri-te va formar els fonaments per l'Okinawa-te, de la qual més tard va derivar l'actual karate-do.